# Ladislav Michálek (fotbalista)
Ladislav Michálek (* 20. února 1948) je bývalý slovenský fotbalista.

## Fotbalová kariéra
V československé lize hrál za AC Nitra. Nastoupil v 50 ligových utkáních a dal 6 gólů.

## Ligová bilance
| Ročník                                   | Zápasy | Góly | Klub     |
| ---------------------------------------- | ------ | ---- | -------- |
| 1. československá fotbalová liga 1971/72 | 24     | 4    | AC Nitra |
| 1. československá fotbalová liga 1972/73 | 26     | 2    | AC Nitra |
| CELKEM                                   | 50     | 6    |          |